# Agneta Borgenstierna
Agneta Borgenstierna, född Lovén 17 januari 1945, är en svensk företagsledare. Hon är dotter till Henrik Lovén.
Borgenstierna var verkställande direktör för Sätuna AB från 1991 till 2015. Bolaget är ett familjeföretag som förvaltar Sätuna säteri i Björklinge socken i Uppsala kommun. Hon invaldes som ledamot av Kungliga Skogs- och Lantbruksakademien 1999.